# نور اردکانی
نور عصام اردکانی (عربی: نور عصام أردکانی ; متولد ۳۰ نوامبر ۲۰۰۱) خواننده، رقصنده و مدل لبنانی می‌باشد. وی در حال حاضر نماینده لبنان و ناحیه ام ای ان ا (خاور میانه و شمال آفریقا) در حالا یونایتد می‌باشد، یک گروه پاپ جهانی که توسط مدیر اسپایس گرلز، سایمون فولر تأسیس شده‌است.

## حرفه

### ۲۰۲۰ - حالا یونایتد
وی به نام شانزدهمین عضو گروه پاپ جهانی حلا یونایتد در ۲۱ سپتامبر ۲۰۲۰ به نام نماینده لبنان معرفی گردید، در تست‌های آزمایشی گروه شرکت نمود و به نام فینالیست با آیلا (علیاء به زبان عربی) در کشور امارات متحده عربی رقابت نمود.
نور پیش از اضافه شدن به حالا یونایتد با دوست‌هایش گروهی به نام ردیف جلویی داشت.
نخستین آهنگ او به نام جزعی از اعضای حالا یونایتد حبیبی بود. وی بعدها نسخه عربی این آهنگ را به نام حبیبی (به زبان عربی حبیبی) منتشر کرد.
نور با گروه و در سن ۱۹ سالگی، نخستین لبنانی بود که نامزد کسب جایزه میوس پرمیوس نیک، نسخه برزیلی جوایز انتخاب کودکان نیکلودیون شد. نور از ۱۱ مارس ۲۰۲۲ با حالا یونایتد به یک تور جهانی (پرچم خود را تکان دهید) رفت.

### مصاحبه‌ها و سرمقاله‌ها
توسط خاورمیانه جهان وطنی در مقاله نور اردکانی در حال تشکیل دادن یک جبهه متحد می‌باشد، نور را «مسلماً گسترده‌ترین الگوی ژنرال زی در جهان عرب» در نظر گرفت. وی همچنین با اتی ال عربستان، ینسیدر، ام تی وی لبنان، ژورنال الخلیج، و الجدید مصاحبه کرده‌است.
بعضی از وب سایت‌های موسیقی بزرگ همانند تنوع،National اخبار بین‌المللی، ان بی سی و هارپرز بازار عربستان عملکرد نور و حرفه او را پخش نموده‌اند.

## زندگی شخصی
نور اکنون با مادر، پدر و دو خواهر و برادرش جاد و رایان در محل تولدش زندگی می‌کند.
نور به زبان‌های عربی، انگلیسی و فرانسوی تسلط کامل دارد. نور در رشته تغذیه و تجارت در دانشگاه آمریکایی بیروت تحصیل نمود.
وی همچنین سازنده آهنگ می‌باشد، پیانو، یوکلل می‌نوازد و در حال حاضر در حال آموختن نواختن گیتار می‌باشد.